# L'Épaulette
Pour les articles homonymes, voir Épaulette.
L'Épaulette est le magazine trimestriel en langue française de la mutuelle homonyme, l'Épaulette.
Ce magazine rend compte aux adhérents de la mutuelle de la vie et de l'actualité de la vie des officiers de recrutement autres que celui de l'ESM. Il regroupe donc les officiers issus de l'EMIA, les OSC, les officiers de gendarmerie[réf. nécessaire][pas clair] (EOGN), les OAEA (officiers d’active des écoles d’arme) et les officiers « rang ». Il présente des articles d'actualité, un dossier, mais aussi une tribune libre ainsi qu'un carnet familial avec pour vocation de maintenir un lien entre les officiers, quelle que soit leur école d'origine.
Héritière de « La Versaillaise », cette revue est reconnue d'utilité publique depuis le 23 février 1924. Elle a été fondée par le général de corps d'armée Paul Gandoët.